# Slottsmöllan

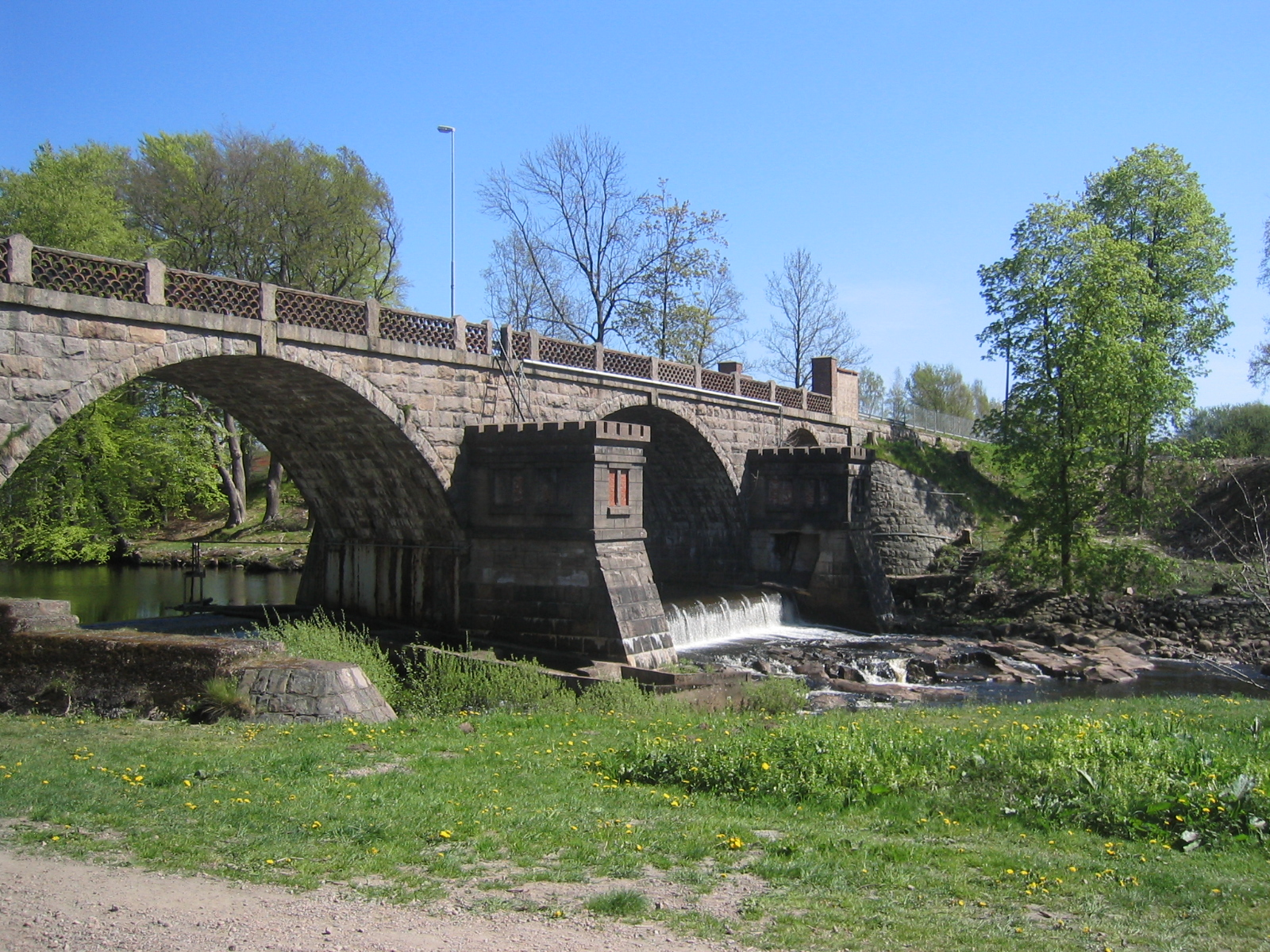
Slottsmöllebron över Nissan

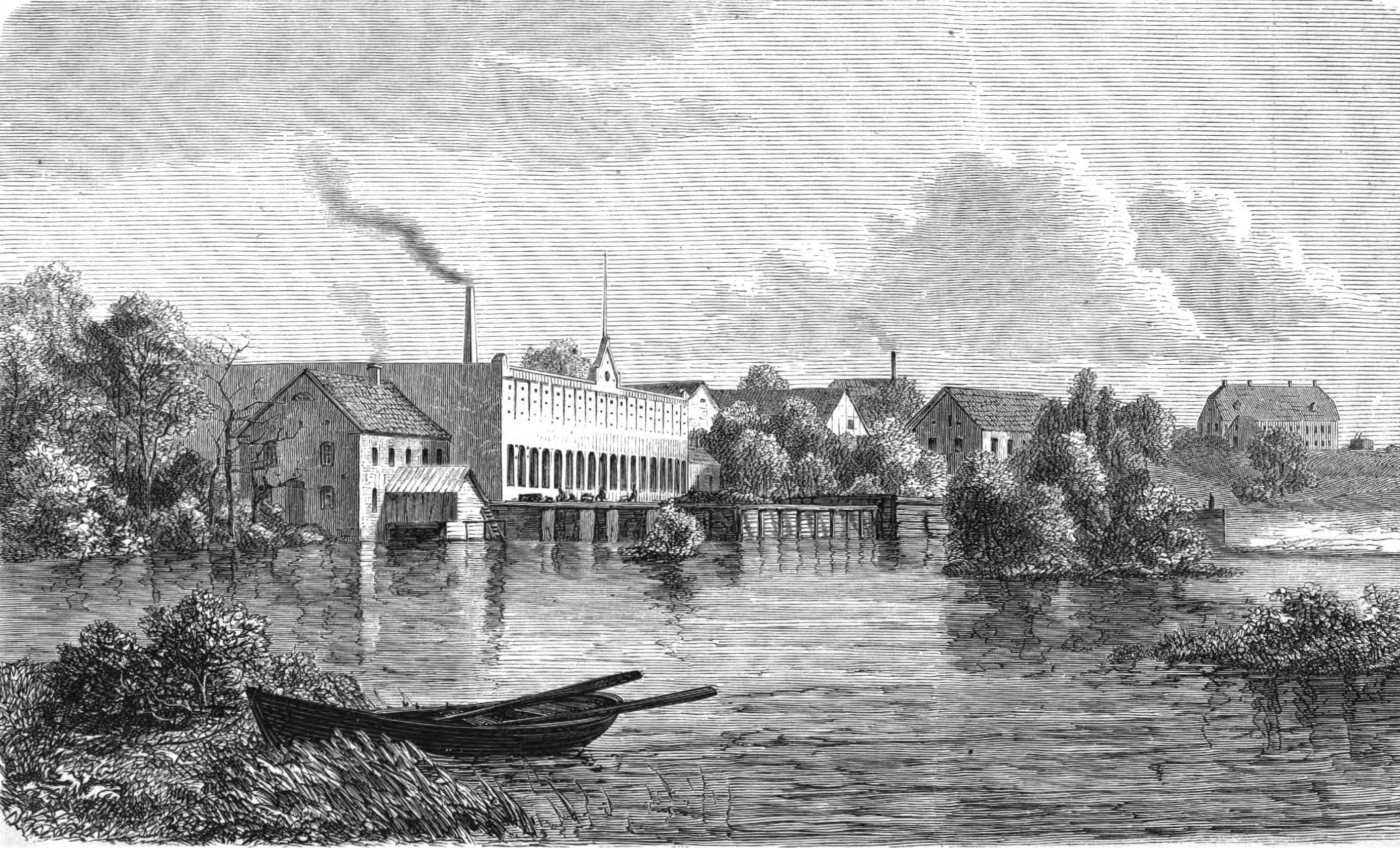
Slottsmöllan, omkring 1870

Slottsmöllan är ett tidigare industriområde och nuvarande företagscenter invid Nissan i Halmstad.

## Historik
Redan 1615 nämns en kvarn, som var belägen vid det vattenfall, som Nissan bildar strax nordost om Halmstad. En period användes kvarnen till att producera mjöl för Halmstads slotts behov, därav namnet Slottsmöllan.
År 1848 köptes kvarn och ett större område däromkring av Isak Reinhold Wallberg. Industriområdet där etablerades i mitten av 1800-talet, när familjen Wallbergs färgeri och konfektionsindustri flyttade dit från sina lokaler i nuvarande Hotell Svea vid Hamngatan vid Nissan. Ett tegelbruk anlades för att leverera tegel till den då stora byggnadsverksamheten i staden. Wallbergs industri expanderade sedan med bland annat en ylletextilfabrik. 
Den industriella verksamheten var mestadels framgångsrik under senare delen av 1800-talet. På 1860- och 1870-talen uppfördes disponentbostaden på Slottsmöllan samt de närliggande herrgårdsbyggnaderna på Frennarp och Marieberg. Villa Ekebo färdigställdes 1878-1879.
Industriepoken slutade 1990, då tillverkningsindustrin flyttade och området gjordes då om till ett företagscenter, med idag fler än 100 etablerade företag.
År 2019 färdigställdes tre lägenhetshus med 16 våningar samt ett mindre ett köpcentrum på platsen där tegelbruket tidigare låg.